# Livin La Vida Loco Tour
Livin La Vida Loco Tour é uma torné realizada pela banda Coal Chamber de Julho a Dezembro de 1999.
O nome é uma sátira à canção de Ricky Martin, "Livin' la Vida Loca". Teve como cabeça de cartaz a banda Coal Chamber, e foi organizada pela gravadora da banda, Roadrunner Records. Teve a participação igualmente de Slipknot, Machine Head e Amen.